# ماكسيم بوزنيكين
ماكسيم بوزنيكين (الروسية: Максим Евгеньевич Бузникин) مواليد 1 مارس 1977 في كراسنودار، الاتحاد السوفيتي، هو لاعب كرة قدم روسي دولي سابق كان يلعب كمهاجم. اعتزل اللعب عام 2012. بدأ مسيرته الرياضية عام 1993 مع نادي كوبان كراسنودار.

## المسيرة الاحترافية

### أندية لعب لها
- نادي كوبان كراسنودار
- سبارتاك موسكو
- لوكوموتيف موسكو
- نادي روستوف
- شينيك ياروسلافل
- بالتيكا كالينينغراد